# Xerocrassa geyeri
Xerocrassa geyeri is een slakkensoort uit de familie van de Hygromiidae. De wetenschappelijke naam van de soort is voor het eerst geldig gepubliceerd in 1926 door Soos.